# London Necropolis Railway
London Necropolis Railway (железная дорога Лондонского некрополя) — железнодорожная линия, открытая в ноябре 1854 года компанией London Necropolis Company (LNC) для перевозок тел и сопровождающих между Лондоном и новым Бруквудским кладбищем (23 мили (37 км) к юго-западу от города, в Суррее). На тот момент Бруквудское кладбище было самым большим в мире, потому что было рассчитано для всего Лондона на долгие годы вперёд. LNC предполагала стать монополистом на похоронном рынке столицы. Кладбище было выстроено так далеко от города, чтобы Лондон никогда до него не дорос, и полностью зависело от этой железной дороги.
Линия пользовалась путями London and South Western Railway (LSWR), но имела собственные ответвления в Лондоне и Бруквуде. Пассажиров и гробы забирали со специальной станции в Ватерлоо и подвозили к путям LSWR, а затем в Бруквуде поезда оттягивали на одну из двух станций — для англикан и всех остальных. Залы ожидания и вагоны поездов как для живых, так и для мёртвых, были разделены по вероисповеданию и классу. Наряду с текущими похоронами, по этой железнодорожной ветке были вывезены в Бруквуд большие количества эксгумированных останков со старых лондонских кладбищ.
Монополистом на рынке погребальных услуг Лондона LNC не стала, и проект не был столь успешен, как предполагалось: планировали линию на 10÷50 тысяч погребений в год, а всего за 87 лет было перевезено несколько более 200 000, в среднем 2300 в год.
В ночь на 17 апреля 1941 года лондонская станция была разбомблена. LNC время от времени отправляла погребальные поезда с вокзала Ватерлоо, но специальная линия больше не использовалась. Вскоре после окончания Второй мировой войны оставшиеся здания вокзала были проданы под офисы, подъездные пути к кладбищу сняты. Здания офисов существуют до сих пор, станции на кладбище некоторое время служили торговыми точками, но затем были снесены. Северная станция заросла, на территории южной (англиканской) располагается монастырь Русской православной церкви и могила Эдуарда Мученика, которые включают в себя платформу старой станции и часовни при ней.

## Лондонский погребальный кризис
Кладбища в Лондоне располагались при местных церквях. Площадь их была невелика и ограничена, поэтому старейшие могилы регулярно опустошали для новых захоронений. За первую половину XIX века население города выросло более чем вдвое — в 1801 году в нём жило менее миллиона человек, а в 1851-м — почти два с половиной. При этом площадь для захоронения осталась прежней — 300 акров (1,2 км2) в двух сотнях небольших участков. Кладбища переполнились. Разлагающиеся трупы загрязняли воду, в городе регулярно происходили эпидемии холеры, оспы, кори и брюшного тифа. Медицина тогда придерживалась миазменной теории инфекционных болезней, и дурные запахи, исходившие от плохо захороненных или эксгумированных тел, вызывали большое общественное беспокойство. В 1842 году была создана королевская комиссия, которая заключила, что кладбища в Лондоне переполнены до такой степени, что невозможно выкопать могилу, не задев предыдущие.
Эпидемия холеры 1848-49 годов унесла жизни 14601 человека и окончательно погребла под собой похоронные службы. Трупы грудами лежали без погребения, разрывали даже относительно свежие могилы.

### Предложения

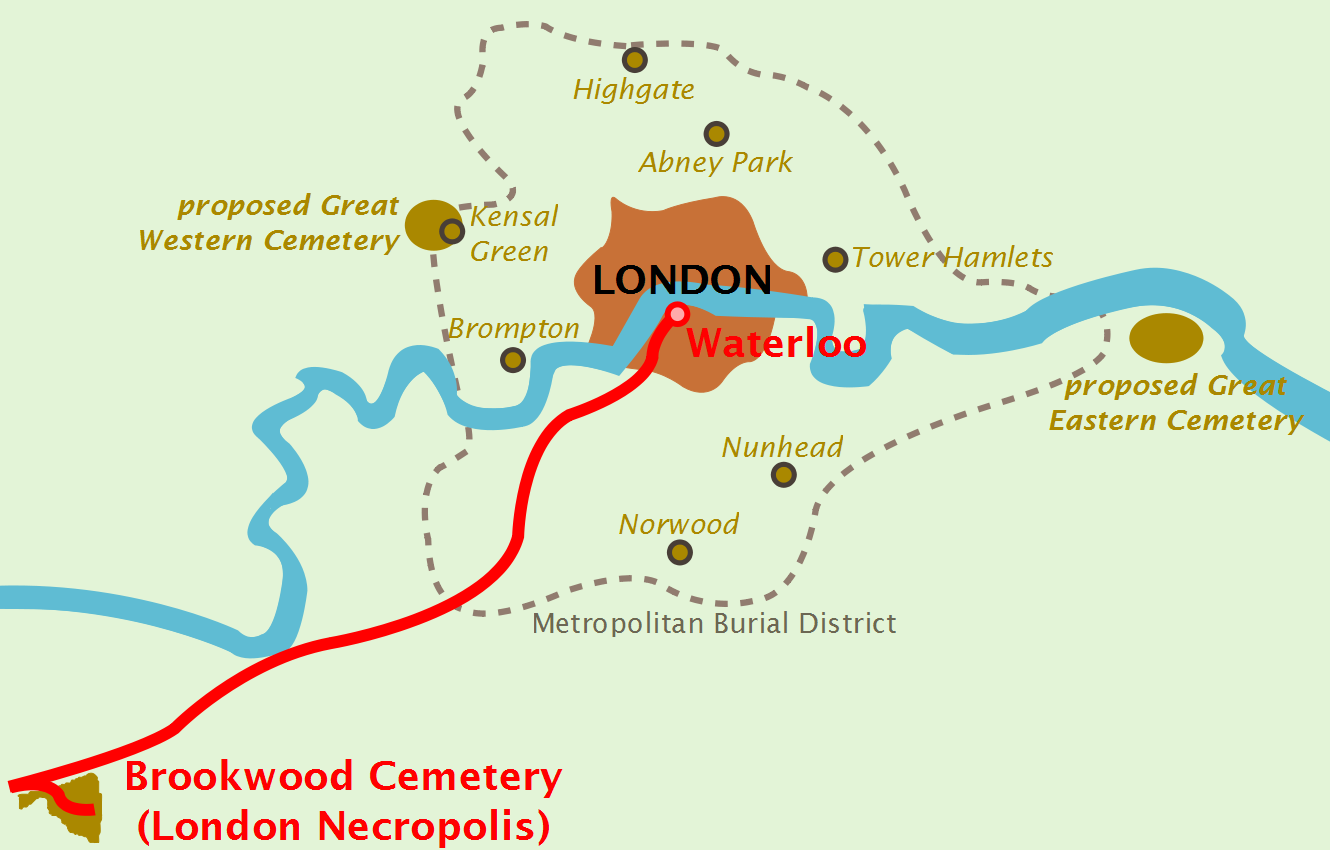
Предложения по кризису погребений

Вследствие холеры и выводов комиссии в 1851 году Парламентом был принят Акт о поправке законов, касающихся погребения в столице. Согласно ему, погребение на застроенных территориях было запрещено. Неподалёку от Лондона в то время уже открывались кладбища Великолепной семёрки, которые в результате этого стали основными местами захоронений. Правительство искало способ избежать переполнения этих кладбищ таким же образом, как переполнились старые. Эдвин Чедвик предложил закрыть все кладбища в окрестностях Лондона, кроме частного кладбища Кенсал-грин на северо-западе, которое следовало национализировать, значительно расширить и сделать основным и главным кладбищем Западного Лондона. Столь же большую площадку у Темзы на расстоянии 9 миль (14 км) к юго-востоку в Эбби-Вуде следовало предназначить для восточной половины города. Казначейство полагало предложение Чедвика экономически невозможным, а среди людей оно было очень непопулярно. Предложение Чедвика было принято в Акте 1850 года, но уже к 1952-му от его реализации отказались.

## London Necropolis Company
Альтернативу предложению Чедвика выдвинули сэр Ричард Броун и Ричард Спрай, которые решили использовать для разрешения кризиса новые транспортные технологии. Их проект включал покупку очень большого участка земли в Бруквуде (близ Уокинга, графство Суррей) на расстоянии в 23 мили (37 км) от Лондона, под Бруквудское кладбище, или Лондонский некрополь. Место было избрано с таким расчётом, чтобы Лондон никогда до него не дорос. Доставку тел и участников похорон могла обеспечить быстро и недорого London and South Western Railway (LSWR, соединившая Лондон с Уокингом ещё в 1838 году). Броун предполагал использовать специальные поезда вместимостью 50-60 гробов, которые проходили бы рано утром или поздно вечером, после чего гробы ожидали бы на кладбище самой церемонии, участники которой приезжали бы в течение дня отдельными пассажирскими поездами.
Броун рассчитал площадь участка в полторы тысячи акров для 5 830 500 могил, расположенных в один слой. Если отказаться от погребения в общей могиле только членов одной семьи, а бедняков хоронить по десять в одной яме, кладбище вместило бы 28,5 млн человек. Исходя из смертности 50 тысяч в год и из того предположения, что членов семьи будут часто подхоранивать к родственникам, Броун рассчитывал своё кладбище на 350 лет даже без массовых захоронений, в один слой. Броун и Спрай полагали, что быстрый и дешёвый железнодорожный транспорт сделает далёкое Бруквудское кладбище более доступным, чем семёрка ближних, добраться до которых можно было только на лошадях.
Нагрузка от нового кладбища вызывала опасения в Юго-западной Лондонской железнодорожной компании (LSWR). В августе 1852 года на совещании акционеров обсуждалось как влияние похоронных поездов на нормальную работу, так и соблюдение тайны переговоров LSWR с Броуном и Спраем. Руководство дороги требовало не давать похоронной компании гарантий более, чем на один поезд в день. Епископ Лондонский Чарльз Бломфилд был вообще против железнодорожных перевозок мёртвых, потому что шум и быстрота движения поезда несовместимы с торжественной погребальной службой по христианскому обряду. Он также считал, что в одном поезде не могут смешиваться люди различных социальных слоёв, и перевозка одним поездом тел и родственников уважаемых членов общества наряду с телами и родственниками людей беспутных и аморальных оскорбляет первых
30 июня 1952 года инициаторы Бруквудского проекта получили разрешение от Парламента и оформились в London Necropolis Company (LNC). В качестве места для нового кладбища было избрано владение графа Онслоу. Чтобы предотвратить возможное извлечение железнодорожной компанией чрезмерной выгоды из своего монопольного положения, Парламент обязал LSWR возить тела и посетителей кладбища бессрочно и установил максимальный тариф. Конкретная схема движения при этом не была утверждена.
Броун предполагал построить кладбище по обеим сторонам железнодорожной линии и две частные станции с часовнями, разделив усопших по вероисповеданию. Инженер-консультант Уильям Кьюбитт предложил взять единый участок с южной стороны и провести сквозь него частную железнодорожную ветку. Также отказались от первоначального плана Броуна возить гробы отдельно, потому что родственники едва ли на это согласились бы.
Трения в руководстве компании привели к тому, что Броун и Спрай утеряли полноту власти над проектом, задержки и обвинения в плохом руководстве привели к тому, что в сентябре 1853 года проектом занялся новый совет директоров. Было определено и взято в аренду место под лондонский терминал, у лорда Онслоу куплено 2200 акров (8,9 км2) земли между Уокингом и Бруквудом. Заложить кладбище планировалось на самом западном участке величиной 400 акров (1,6 км2), у Бруквуда. К этому месту была подведена ветка железной дороги. Кладбище открылось 7 ноября 1854 года, англиканскую половину освятил епископ Уинчестерский Чарльз Саммер. На тот момент это было самое большое кладбище в мире. Первый специальный поезд с London Necropolis railway station вышел 13 ноября, первыми были похоронены мертворождённые близнецы, дети мистера и миссис Хор с Юэр-стрит в Боро.

## Кладбищенская ветка железной дороги
Трассу железной дороги и первоначальное кладбище на восточной стороне участка избрал инженер Кьюбитт. Прокладка линии началась в сентябре 1854 года, и через два месяца однопутная ветка была готова. На неё потратили 1419 фунтов 17 шиллингов 6 пенсов (135 000 фунтов в деньгах 2022 года). Узловая станция Некрополь на LSWR была западной, поэтому поезда из Лондона на боковую ветку и обратно должны были менять направление. Обгонного пути на станции не было, поезда с боковой ветки переходили на северный путь (в сторону Лондона) задом по скрещению.
Кладбищенская ветка шла на восток от узловой станции вниз под гору, после белых ворот кладбища поворачивала на север к Северной станции (для нонконформистов, 51°18′10″ с. ш. 0°37′58″ з. д.). После этого линия выпрямлялась и шла к юго-востоку через переезд на главной разделительной аллее между половинами кладбища, поворачивала на восток сквозь англиканскую южную половину к Южной станции (51°17′59″ с. ш. 0°37′23″ з. д.) близ дороги от Бэгшота на Гилфорд (теперь трасса A322), которая является восточной границей участка. Вся железнодорожная линия и основные дороги и аллеи кладбища были обсажены секвойядендронами — это первый пример их акклиматизации в Англии. Кроме достройки ответвления для каменотёсной мастерской длиной 100 ярдов (91 м) к югу от главной аллеи в 1904-05 годах, линия в течение своей службы не изменялась. В 1914 году близ ответвления было построено кирпичное водоёмное здание, чтобы локомотивы могли не останавливаться в Уокинге для взятия воды на обратном пути в Лондон.
Участок был так дёшево куплен в том числе потому, что почва на нём была каменистая и бедная. Она оказалась и плохим основанием для железнодорожного пути: рельсы страдали от коррозии, а шпалы быстро сгнивали.
В первые годы локомотивы с лондонской станции не доезжали до кладбища, потому что там не было возможности развернуться. Поезд останавливался после узловой станции Некрополь, отцеплялся и доезжал до кладбищенских станций и возвращался под конной тягой (лошади были чёрной масти). В 1864 году на LSWR сразу к востоку от узла Некрополь открылась станция Бруквуд, в связи с чем на узле Некрополь построен обгонный путь для перестановки локомотива с одного конца поезда на другой. С этого момента поезд по кладбищенской ветке вели толканием под ответственность персонала LNC. Таким образом, поезд можно было вытянуть обратно, снова обогнать локомотив и вернуться в Лондон. В 1898—1904 годах LSWR построила ещё два пути в дополнение к двум прежним на этом участке линии, для чего от кладбища была отрезана узкая полоска. Станцию Бруквуд перестроили, сделав новый узел западнее неё, с помощью которого кладбищенская ветка была доступна с любого из четырёх путей.

## Работа линии
London Necropolis Company предлагала похороны по трём классам, в соответствии с которыми разделялись и билеты для пассажиров и покойников. Похороны по первому классу предполагали право выбора участка для могилы, на момент открытия они стоили от 2 фунтов 10 шиллингов (250 фунтов в ценах 2022 года) за могилу 9×4 фут² (2,7×1,2 м²) для обычного гроба. Компания предполагала, что похороны по первому классу будут сопровождаться и установкой памятника. Похороны по второму классу стоили фунт (100 фунтов в ценах 2022 года), и тоже позволяли до некоторой степени выбрать место. Право поставить памятник стоило ещё 10 шиллингов, и если он не был установлен, компания оставляла за собой право использовать эту могилу вновь. Похороны по третьему классу предназначались для бедняков, которых хоронили за счёт прихода на специальных закреплённых за приходами участках. Компании было запрещено делать массовые захоронения (кроме членов одной семьи), поэтому даже самые бедные удостоивались отдельных могил, хотя права на памятник у них не было. Можно было заплатить впоследствии, переведя могилу 3 класса в более высокий, и поставить памятник, но это бывало нечасто.
Похоронные поезда разделялись на англиканские вагоны и все остальные, а внутри этих секций — по классам. Разделение существовало как для живых, так и для мёртвых, и это делалось не для того, чтобы предоставить им разные услуги, а скорее для того, чтобы соблюдать социальную дистанцию; вагоны для всех классов и вероисповеданий были примерно равноценными, основным отличием был рисунок на двери. Поезда отправлялись из Лондона в 11:35 (11:20 в воскресенье) и прибывали на кладбище в 12:25 (12:20 по воскресеньям).
Поезда при необходимости могли быть очень вместительными. На похоронах сэра Новроджи Саклатвалы (члена совета директоров Tata Group) 25 июля 1938 года приехало 155 человек в первом классе на специальном поезде. Для особенно больших похорон видных общественных деятелей железная дорога организовывала дополнительные поезда от Ватерлоо до Бруквуда. Например, Чарльз Брэдлоу, член Парламента от Нортгэмптона, был активным сторонником самоуправления в Индии и был очень популярен среди лондонских индийцев. Его похороны 3 февраля 1891 года посетили более 5000 человек, перевезённых на специальных особо длинных поездах LSWR, один из которых был составлен из 17 вагонов. Их посетил и 21-летний Ганди, который вспоминал громкий спор между одним атеистом и священником на платформе Северной станции в ожидании обратного поезда.
Обратные поезда отходили от Южной станции в 14:15 и от узловой станции Некрополь в 14:30. Обратный путь занимал более часа с остановкой для набора воды, но после постройки водоёмной башни на кладбище сократился до 40 минут. Соглашение 1854 года предусматривало возможность пропуска до трёх поездов в день, но посещаемость кладбища по железной дороге никогда не возросла до такого уровня.
Если утром в Лондоне не было ни похорон, ни пассажиров, поезд не отправлялся. Не отправлялся он и для единственных похорон второго или третьего класса, которые откладывались на день. Обычно поезда останавливались только для набора воды. Между 1890 и 1910 годами они иногда останавливались в Воксхолле и в Клапеме для пассажиров из юго-западного Лондона, но потом эти промежуточные остановки прекратились. С 1 октября 1900 года воскресные поезда были отменены, а с 1902-го и регулярное обслуживание сменилось на поездки по требованию.

### Тарифы

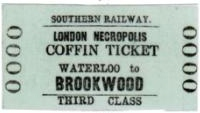
Билет 3 класса для мертвеца

Парламентским актом об учреждении London Necropolis Company были установлены максимальные цены на билеты, а пассажиронапряжённость линии никогда не возрастала до такого уровня, чтобы LNC или LSWR имело смысл лоббировать изменения в этом законе. Таким образом, несмотря на инфляцию, конкуренцию и прочее, тарифы на London Necropolis Railway не менялись на протяжении 85 лет. Живые пассажиры платили 6 шиллингов в первом классе, 3 шиллинга 6 пенсов во втором и 2 пенса в третьем за билет в оба конца (30, 17 и 10 фунтов в ценах 2022 года соответственно), покойников возили за 1 фунт в первом классе, 5 шиллингов во втором и 2 шиллинга 6 пенсов в третьем (100, 25 и 12 фунтов в ценах 2022 года) за билет в один конец. Дорога предполагалась только для лондонцев, посещающих похороны или кладбище, поэтому никаких билетов, кроме как из Лондона в оба конца, не выпускалось. В 1918 году железная дорога отказалась от вагонов второго класса, и LNC перестала продавать билеты второго класса для живых, но мертвецов возить по второму классу продолжили.
Такие низкие тарифы впоследствии стали очень выгодны по сравнению с обычными билетами до Бруквуда (которые в 1902 году в третьем классе стоили 4 пенса в один конец, вдвое дороже, чем кладбищенские в оба). Под видом посетителей кладбища, ими пользовались гольфисты, посещавшие поля, устроенные на ещё не занятой могилами территории. После открытия в 1885 году Уокингского крематория конкуренты LNC жаловались на эти низкие тарифы, потому что не могли пользоваться ими, и платили LSWR грузовой тариф 24 шиллинга за гроб
В последние два года работы линии связанная с войной инфляция сделала эти тарифы совершенно неприемлемыми, и с июля 1939 по январь 1941-го произошло 5 небольших повышений. Билеты для живых подорожали до 7 шиллингов 5 пенсов в первом классе и 2 шиллингов 6 пенсов в третьем, с соответствующим повышением тарифа для покойников. Эти тарифы всё равно были сильно дешевле, чем билеты от Ватерлоо до Бруквуда на Southern Railway (SR), которая поглотила LSWR в хоте реструктуризации 1923 года. Последний тариф действовал до прекращения работы дороги в апреле 1941 года. Время от времени LNC организовывала погребальные поезда с Ватерлоо, но SR согласилась на низкий тариф только для участников похорон, но не для обычных посетителей кладбища.

### Перенос старых лондонских кладбищ
Я взялся за этот подряд от начала до конца и сделал 220 больших контейнеров, вмещавших 26 тел, не считая детей, каждый, по 4¾ хандредвейта. В этих контейнерах только поместилось 1035 хандредвейтов человеческих останков. Все их перевезли ночью с помощью Cemetery Company. Вышло меньше трёх шиллингов за тело на Уокингском кладбище — большая удача заплатить так дёшево.
Но дело, конечно, невообразимое: работать можно было, только постоянно рассыпая дезинфекционный порошок. Мне было не легче других, потому что за работой постоянно наблюдали епископ, страж, прихожане и родственники похороненных, и на мне было всё общение и переписка, но это прошло куда лучше, чем могло бы.
Оригинальный текст (англ.)I did it wholesale and had 220 very large cases made each containing 26 human bodies besides children and these weighed 43⁄4 cwt. There were 1,035 cwt of human remains sent in these cases alone. They were conveyed in the night and the Cemetery Company made arrangements for them. Each body has cost us less than three shillings. It was fortunate that such reasonable terms could be made at Woking Cemetery.

A more horrible business you can scarcely imagine; the men could only continue their work by the constant sprinkling of disinfectant powder. Mine was no easy task for the Bishop, the Warden, the parishioners and particularly the relatives have watched the steps taken, and the interviews with people and the correspondence has been great but all are more satisfied than could be expected.
— архитектор Эдуард Хабершон о перевозке кладбища Кьюрс-Колледж, октябрь 1862.
Наряду с новыми захоронениями, LNC занималась переносом старых лондонских кладбищ в свой Некрополь, чтобы окончательно разрешить все трудности, которые создавали кладбища в густонаселённых районах. Гигантские проекты городской инфраструктуры Лондона, осуществлённые в середине XIX века — железные дороги, канализация, подземка — нередко требовали раскапывать кладбища. Первый крупный перенос состоялся в 1862 году при строительстве Чаринг-Кросса, когда потребовалось вывезти кладбище при Кьюрс-Колледж в Саутуарке. Было вывезено 3800 кубических метров грунта и не менее 7950 тел в 220 контейнерах по 26 взрослых, не считая детей, которые были вместе с частью памятников вывезены в Бруквуд и перезахоронены по цене около 3 шиллингов за тело. По железной дороге было вывезено не менее 21 лондонского кладбища, многие другие — уже после её закрытия по шоссе.

## Подвижной состав

### Локомотивы

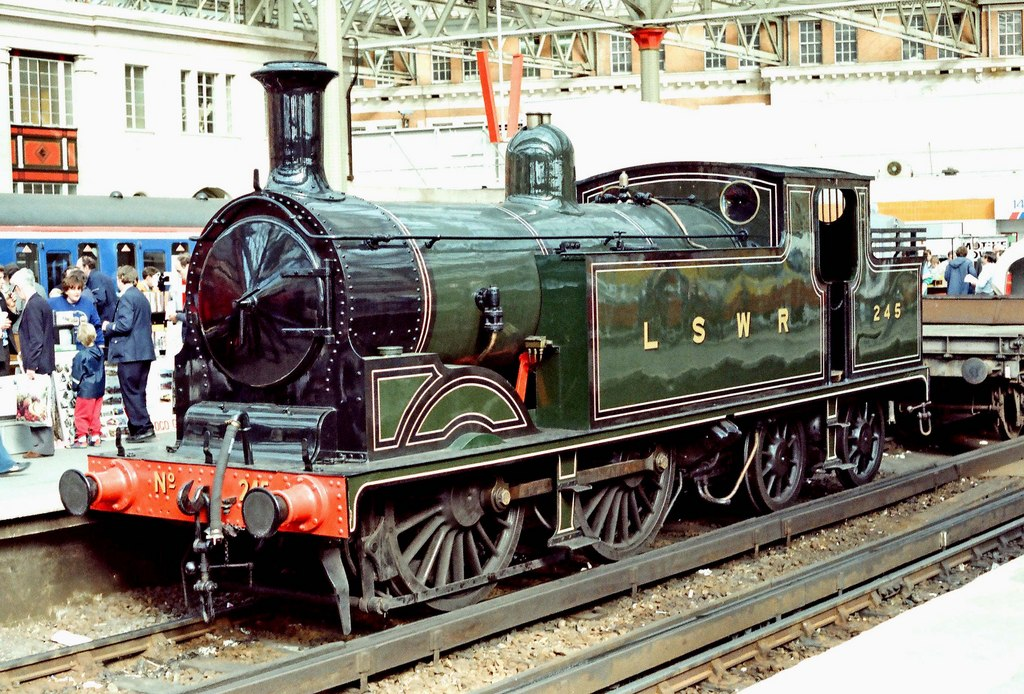
Паровоз LSWR M7 class

Согласно соглашению 1852 года и парламентскому акту об учреждении London Necropolis Company, локомотивы с экипажем предоставляла LSWR (а после 1923 года SR). Специальных локомотивов для LNC не было, поезда водили любые свободные. До 1864 года локомотивы не заезжали на кладбищенскую ветку, по которой поезда тянули лошади. В последние годы работы кладбищенской дороги, в конце 30-х, применялись паровозы LSWR M7 class, обычно № 255.

### Пассажирские вагоны
Пассажирские вагоны также арендовались у LSWR, причём это были одни и те же вагоны — LSWR опасалась, что пассажиры не захотят пользоваться обычными линиями, если будут знать, что в любом вагоне могли возить мертвеца.
Первый поезд, прослуживший с 1854 по 1899 год, состоял из двухосных вагонов конструкции Джозефа Гамильтона Битти. Об их числе и характеристиках мало что известно. К концу сорокалетнего срока службы LNC всё чаще жаловалась на их ухудшающееся состояние.
В 1896 году было подписано новое соглашение между LSWR и LNC, по которому был, во-первых, изменён конечный пункт линии в Лондоне, а во-вторых, LNC потребовала поезд «не хуже, чем обычные пассажирские вагоны» LSWR. Новый поезд был сформирован, возможно, в декабре 1899 года. Вагоны были трёхосные, два длиной 30 футов (9,1 м) с тремя отделениями третьего класса, багажным отсеком и отделением проводника; один длиной 34 фута (10 м) с тремя отделениями первого класса и двумя — второго; и вагон длиной 30 футов (9,1 м) на пять отделений третьего (второго) класса. Доподлинно не известно, но можно с уверенностью предполагать, что этот поезд также использовался только похоронной компанией.
Второй поезд проработал недолго и уже в 1907 году был заменён третьим, о котором мало что известно. В 1917 году третий поезд заменили четвёртым из двух вагонов длиной 51 фут (16 м) — два отсека первого и четыре — третьего класса, одного вагона длиной 50-футов (15 м) с тремя отсеками первого и тремя — третьего класса, и вагона длиной 46 футов (14 м) с шестью отделениями третьего класса.
Четвёртый поезд проработал до апреля 1938 года, когда был заменён подобным, но более новым, который в сентябре 1939 года был взят под перевозку армии. В качестве похоронного поставили старый королевский поезд закрывшейся South Eastern and Chatham Railway, построенный в 1900—1904 годах. Эти богато украшенные вагоны и были разбомблены в 1941 году.

### Вагоны-катафалки
В отличие от локомотивов и пассажирских вагонов, вагоны для гробов принадлежали LNC, хотя раскрашивались всегда в текущую ливрею LSWR (после 1923 года SR), чтобы не выделяться из поезда.
Как и живые пассажиры, покойники разного социального статуса не должны были ехать вместе. В каждом вагоне было два ряда по шесть отсеков, в каждом из которых помещался гроб, в более поздних, вероятно, помещалось уже 14. Отсеки разделялись по трём классам. Англикан предполагалось размещать в отдельных от усопших всех остальных вероисповеданий вагонах, но это не всегда соблюдалось. В отличие от традиционных для викторианской эпохи похорон, где катафалк возглавлял процессию, фотосвидетельства говорят, что вагоны-катафалки могли прицепляться к концу поезда, потому что это не имело значения: на территорию кладбища поезд подавали задом, и какую-то часть пути он всё равно шёл бы гробами назад.
В 1854 году компания заказал 6 вагонов-катафалков, на момент открытия кладбища работало два. Откуда они взялись, неизвестно, но, судя по невысокой цене, их переделали из других вагонов, а не специально построили. Записи LNC за ранние годы утрачены, поэтому точное количество вагонов не известно — можно предположить число от шести до десяти (в вагоне помещалось 12-14 гробов, и известно, что на некоторых похоронных поездах перевозили более 60 покойников, по расчёту получается не менее шести вагонов).
В рамках нового соглашения 1896 года LSWR в 1899 году предоставила LNC два новых вагона-катафалка, более длинных, с отсеками в три яруса по 8, то есть на 24 гроба. Эта пара использовалась до закрытия кладбищенской дороги. Один вагон был разбомблен в 1941 году вместе с вокзалом дороги, другой был передан SR и использовался по крайней мере до 1950 года. Королевский поезд, который использовался на кладбищенских рейсах с 1939 года, был приспособлен для большого количества багажа, и, возможно, специальные вагоны с тех пор не всегда использовались.

## Кладбищенские станции
Инженер Кьюбитт посоветовал строить станционные сооружения в виде временных павильонов, пока в столь новом деле не накопится достаточно опыта и не станут понятны нужды клиентов. Вокзалы в марте 1854 года спроектировал архитектор Сидни Смирк.
Станционные здания были одноэтажными, вокруг квадратного двора. Сторона, обращённая к железнодорожному пути, была открытой, от здания к платформе протягивались крылья. Кроме подпорных стенок платформ, фундаментов и каминных труб, сложенных из кирпича, всё было деревянное. Стенки платформ имели выемки для разгрузки гробов с нижних ярусов вагонов.
На каждой станции были залы первого класса и обычный, буфет — первого класса и обычный, и помещения для персонала LNC. В буфетах продавался алкоголь. Экипажи локомотивов обычно проводили время ожидания в буфете, и известен по крайней мере один случай, 12 января 1867 года, когда машинист так напился, что вести поезд пришлось кочегару. После этого железная дорога обратилась с жалобой, и LNC стала снабжать экипажи ланчем и пивом в количестве не более одной пинты.
В середине 1855 года под вокзалами были выкопаны погреба, и прежние помещения для гробов переделаны в залы для бедных. Ни газа, ни электричества не было, и в течение всего времени существования станций они освещались керосиновыми лампами, а для отопления и приготовления пищи использовались угольные плиты-печи.
По прибытии на станцию гробы перегружали на ручные тележки и отвозили в соответствующую часовню. В это время провожающие входили в залы ожидания. Похороны по первому и второму классу включали краткую службу над каждым гробом, по третьему классу — общую для всех. Те покойники, которые уже были отпеты в своём приходе или на лондонской станции, отправлялись сразу к могилам.

### Северная станция
Северная станция, первая на линии, обслуживала католиков, парсов, иудеев, христиан-нонконформистов и тех, кого по традиции хоронили на северной стороне от церкви, например, актёров и тайных братьев . Длина платформы составляла 210 футов (64 м). На момент открытия кладбища там проживал и Джеймс Бэйли, надзиратель за участком нонконформистов, В 1861 году он стал надзирателем за всем кладбищем и переехал в коттедж, а его помещение было отдано привратнику Ричарду Ли. Согласно переписям, Ли жил там сначала с матерью, а потом с женой, по крайней мере, до 1871 года. Затем в этих квартирах жили другие работники кладбища до самых 50-х годов, когда железная дорога уже была закрыта, и на бывших станциях работал только буфет. Часовня располагалась на холме за станцией, к ней вела лестница.
В первой половине 1948 года станция, уже закрытая, служила для временного размещения 3600 эксгумированных тел американских солдат с европейского театра военных действий Второй Мировой войны, захороненных в Бруквуде в 1942—44 годах, и подготовки их к перевозке в США.
После закрытия кладбищенской железной дороги станция работала в качестве буфета до 1956 года, когда супруги Денди, содержавшие его, и жившие в квартире при станции, вышли на пенсию и выселились. Здание было снесено в 1960-е годы, так как пришло в негодность из-за сухой гнили.

### Южная станция
Южная санция была устроена в целом подобно Северной, только к англиканской часовне с платформы вела не лестница, а пандус. Ручные тележки, на которых гробы развозили по большой территории, хранились рядом в сарае. На момент открытия платформа южной станции была длиной лишь 128 футов (39 м), но затем была удлинена в южную сторону до 256 футов (78 м).
В квартире при станции жил надзиратель над англиканской половиной Джордж Бупелл. После того, как Джеймс Бэйли стал надзирателем над всем кладбищем в 1861 году, при станции жил сторож и другие сотрудники. После остановки движения станция также использовалась в качестве буфета. Его последние содержатели, супруги Ладд, вышли на пенсию в конце 1960-х, и после этого на станции хранили разное кладбищенское имущество. Почти половина станционного здания сгорела в сентябре 1972 года. Оно привлекало большое внимание со стороны любителей архитектуры и железных дорог как замечательный образец викторианского железнодорожного сооружения, но, несмотря на активную кампанию по защите, было снесено вскоре после пожара. Это по задумке «временное сооружение» простояло 118 лет.

### Станция Бруквуд

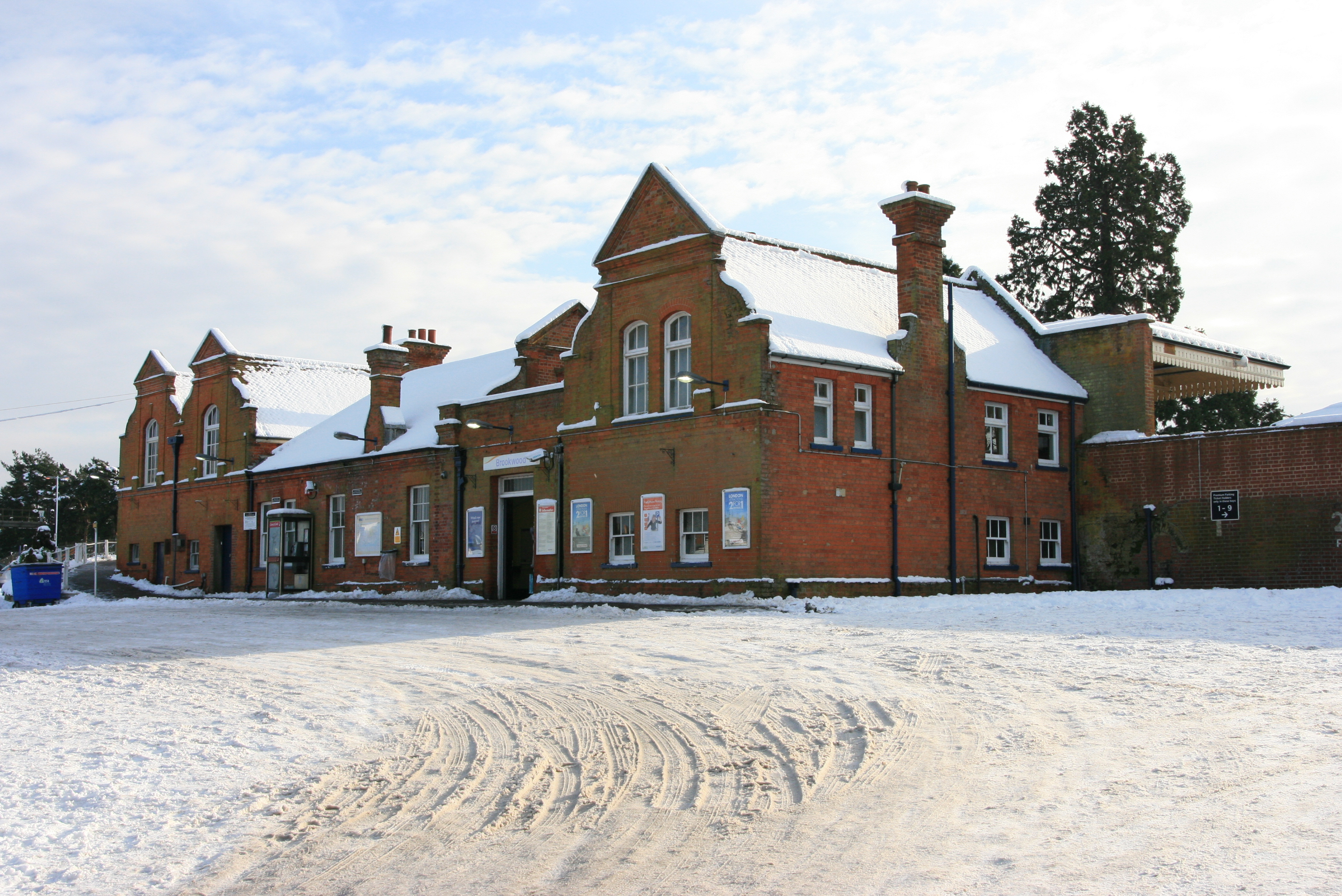
Первое здание станции к северу от путей, расширенное в 1890 году
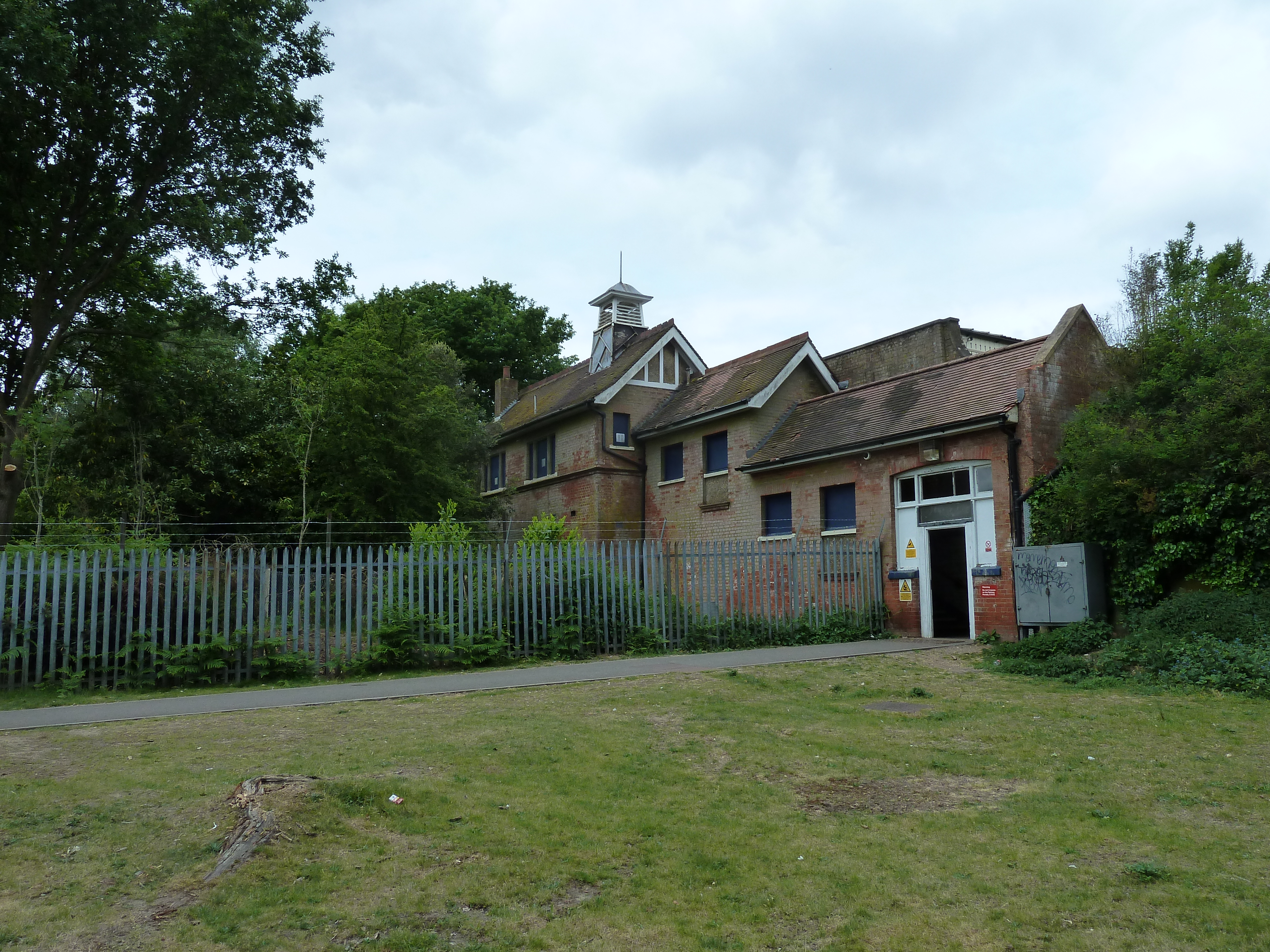
Южное (кладбищенское) здание, построено в 1903 году. Насыпь кладбищенской ветки заросла травой, насыпь к узлу Necropolis - за высоким забором

На момент открытия кладбища ближайшей станцией был Уокинг на расстоянии в 4 мили (6,4 км). Поскольку из Лондона на кладбище отправлялся только один поезд в день, да и то только в том случае, если были похороны, доступ к кладбищу был затруднён не только для посетителей, но и для самих сотрудников компании. При заключении соглашения между LSWR и LNC железная дорога обязалась построить и станцию близ кладбища, но не торопилась выполнять это обязательство.
В 1863 году кладбище действовало, появились планы построить в Бруквуде психиатрический интернат, и LSWR согласилась выстроить станцию Бруквуд, переоборудовать узел Necropolis и товарный двор, если LNC предоставит для этого землю и построит дорогу и дом для начальника станции. Станция называлась Brookwood (Necropolis), но уточнение в скобках скоро отпало, открылась 1 июня 1864 года. С северной стороны от неё, не занятой кладбищем, вырос посёлок, здание станции было расширено в 1890 году. Одновременно с этим было построено новое ответвление к стрельбищу Национальной Ружейной Ассоциации в Бизли.
В 1903 году главная линия была расширена до четырёх путей, вследствие чего и станция существенно перестроена. Нижняя (западного направления) платформа снесена, выстроена новая длиной 576 футов (176 м), и второе здание на кладбищенской стороне, от которого на само кладбище вела пешеходная дорожка.

## Лондонские терминалы
Место у Ватерлоо для лондонского терминала кладбищенской линии предложено Ричардом Броуном. Близость к Темзе позволяла доставлять тела почти со всего Лондона недорого речным транспортом, и оно было столь же доступно из северной и южной половин города по суше. Под арками огромного кирпичного виадука LSWR, ведущего к станции Мост Ватерлоо, могли разместиться помещения для хранения гробов, похожие на традиционные крипты. Броун также считал, что поездка на кладбище по этой ветке будет более комфортной, потому что остальные железные дороги пролегали либо по густонаселённым районам, либо по туннелям и выемкам, а Южного Лондона ещё не существовало, и LSWR проходила по приятной сельской местности. Компания рассматривала в качестве главного или второстепенного терминала также старый (1838) терминал LSWR у Девяти Вязов, который после открытия станции Ватерлоо в 1848 году служил грузовой станцией, пунктом вывоза эмигрантов в Северную Америку и частным вокзалом королевской семьи. Несмотря на возражения местных жителей, опасавшихся последствий хранения множества мертвецов в населённом районе, в мае 1854 года LNC решили устроить единственный терминал в Ватерлоо и приобрели участок между Йорк-стрит (ныне Лик-стрит) и Вестиминстер-бридж-роуд. Станцию спроектировали архитектор Уильям Тайт и инженер Уильям Кьюбитт, проект утверждён в 1854 году. Ворота на станцию были экспонатом Великой выставки.

### Первый лондонский терминал (1854—1902)
Основное здание было трёхэтажным и отделялось от линии железной дороги частным проездом вдоль кладбищенской боковой ветки. Это было сделано для того, чтобы участники похорон прибывали отдельно, а катафалки не останавливались на общей улице. В здании располагались два помещения для гробов, мастерские похоронных принадлежностей и офис LNC, а также несколько залов ожидания для похорон первого, второго и третьего класса. Гробы с нижних этажей на платформу поднимались паровым подъёмником. В этом вокзале не было часовни, но иногда возникала необходимость отслужить погребальную службу не в приходе в Лондоне, но и не на самом кладбище в Бруквуде, тогда церемонию проводили в одном из залов ожидания.
Расположение у виадука, ведущего к станции Ватерлоо, не позволяло железной дороге увеличить число путей к этой станции. Рост города в юго-западную сторону привёл к перегрузке железной дороги, и в 1896 году LSWR сделала предложение LNC обменять их кладбищенский терминал на новый комплекс. LNC согласилась на тех условиях, чтобы проектирование новой станции шло под её руководством, аренда была предоставлена бессрочно и за символическую плату, железная дорога предоставила новый погребальный поезд, сняла ограничения на количество пассажиров кладбищенской линии и возила бы оборудование для кладбища бесплатно. Эти условия были сочтены LSWR чрезмерными, но в мае 1899 года соглашение было подписано на условиях LNC. Вдобавок LSWR уплатила 12 тысяч фунтов за переезд и согласилась возить пассажиров с кладбища на любых поездах до станций Ватерлоо, Воксхолл и Клапем.

### Второй лондонский терминал (1902—1941)

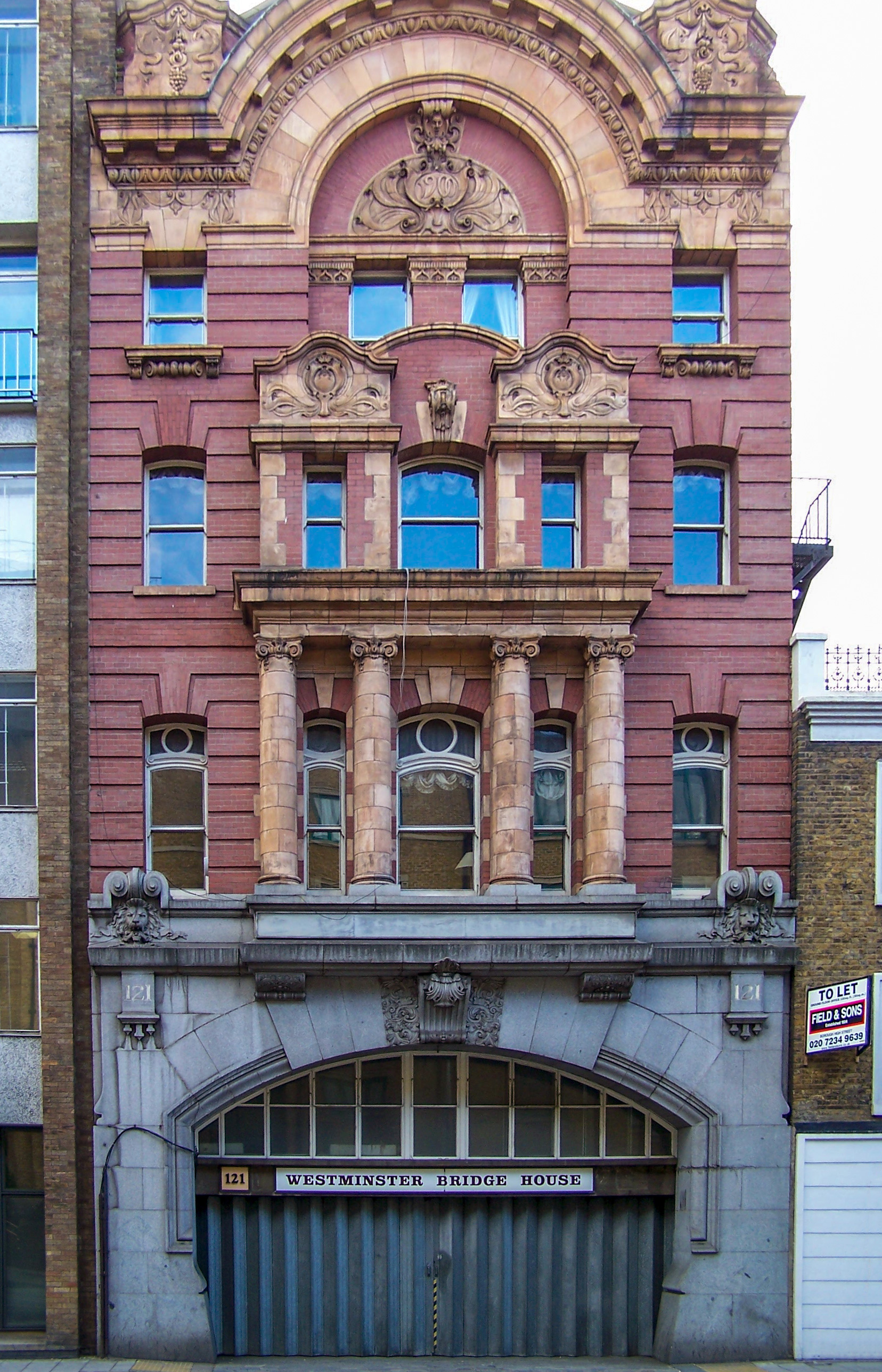
Офис LNC и вход первого класса

Землю для второго терминала LSWR приобрела в 1899 году на противоположной стороне от Вестминстер-бридж-роуд. Строительство завершилось 8 февраля 1902 года, а первый кладбищенский терминал был полностью снесён для расширения виадука к вокзалу Ватерлоо.
Новый комплекс был построен в современном стиле, в противоположность традиционно мрачному облику похоронных заведений. Узкое четырёхэтажное здание в улицу вмещало контору LNC, позади него был главный терминал с залом ожидания третьего класса, помещениями для гробов, складами, мастерскими и напыщенной отделанной дубом часовней для тех, кто не мог отправиться на кладбище для прощания. Из этого здания был доступ на две платформы, обрамлённые комнатами для ожидания и билетной кассой.

### Разрушение
Во время Второй Мировой войны станция Ватерлоо и мосты через Темзу были важной целью для бомбардировок. На первых порах, хотя кладбищенская линия несколько раз приостанавливалась из-за налётов, сама станция не пострадала. В ночь на 17 апреля 1941 года в одном из последних крупных налётов район Ватерлоо также подвергался бомбёжкам. Сгорел похоронный поезд, пострадал виадук, соединяющий кладбищенскую ветку с главной линией, в само здание вокзала попаданий не было.
В 22:30 множество зажигательных и фугасных бомб было сброшено на здание вокзала. Офис и платформа не пострадали, но мастерские, часовня и зал ожидания третьего класса были уничтожены. Инженер Southern Railway осмотрел последствия 17 апреля и написал в отчёте: «Станция Некрополь уничтожена». Она была закрыта официально 11 мая 1941 года.
Последним с лондонской станции 11 апреля 1941 года отправился поезд с останками Эдуарда Айриша (1868—1941) — отставного солдата британской армии, который доживал свой век в госпитале в Челси. Southern Railway предоставила LNC 11-ю и 12-ю платформы на вокзале Ватерлоо, но отказалась обслуживать дешёвые билеты по соглашению 1854 года для обычных посетителей кладбища, не участвующих непосредственно в похоронах. Таким образом, конкурентное преимущество нерегулярных и неудобных поездов LNC было устранено. LNC попыталась выговорить хотя бы один льготный поезд в Бруквуд в 11:57 (ближайший к привычному времени отправления старых поездов), но в SR, находясь под двойным давлением военного дефицита и прямого ущерба, категорически отказались.

## Закрытие
В сентябре 1945 года совет директоров LNC обсуждал возможность восстановления London Necropolis Railway. Ветка от Бруквуда до кладбища не использовалась с момента разрушения лондонского вокзала и была непригодна к эксплуатации. По местным условиям линия сравнительно быстро разрушалась природой даже в те времена, когда использовалась и регулярно ремонтировалась.
Броун и Спрай предполагали, что Бруквудское кладбище станет важнейшим, если не единственным, в столице, но этого так и не произошло. Броун предполагал, что за первое столетие накопится 5 миллионов погребений, в среднем по 50 тысяч в год. За 87 лет существования железной дороги, впрочем, на Бруквудском кладбище было похоронено только 203 041 человек. Ещё прежде начала войны развитие шоссейного транспорта серьёзно подрывало прибыльность железной дороги. Сопоставив это со стоимостью строительства терминала, капитального ремонта пути и покупки подвижного состава, компания приняла решение: «с учётом опыта эксплуатации и текущих условий частный поезд не нужен». В середине 1946 года SR получила официальное уведомление о том, что терминал Вестминстер-бридж-роуд возобновлён не будет.

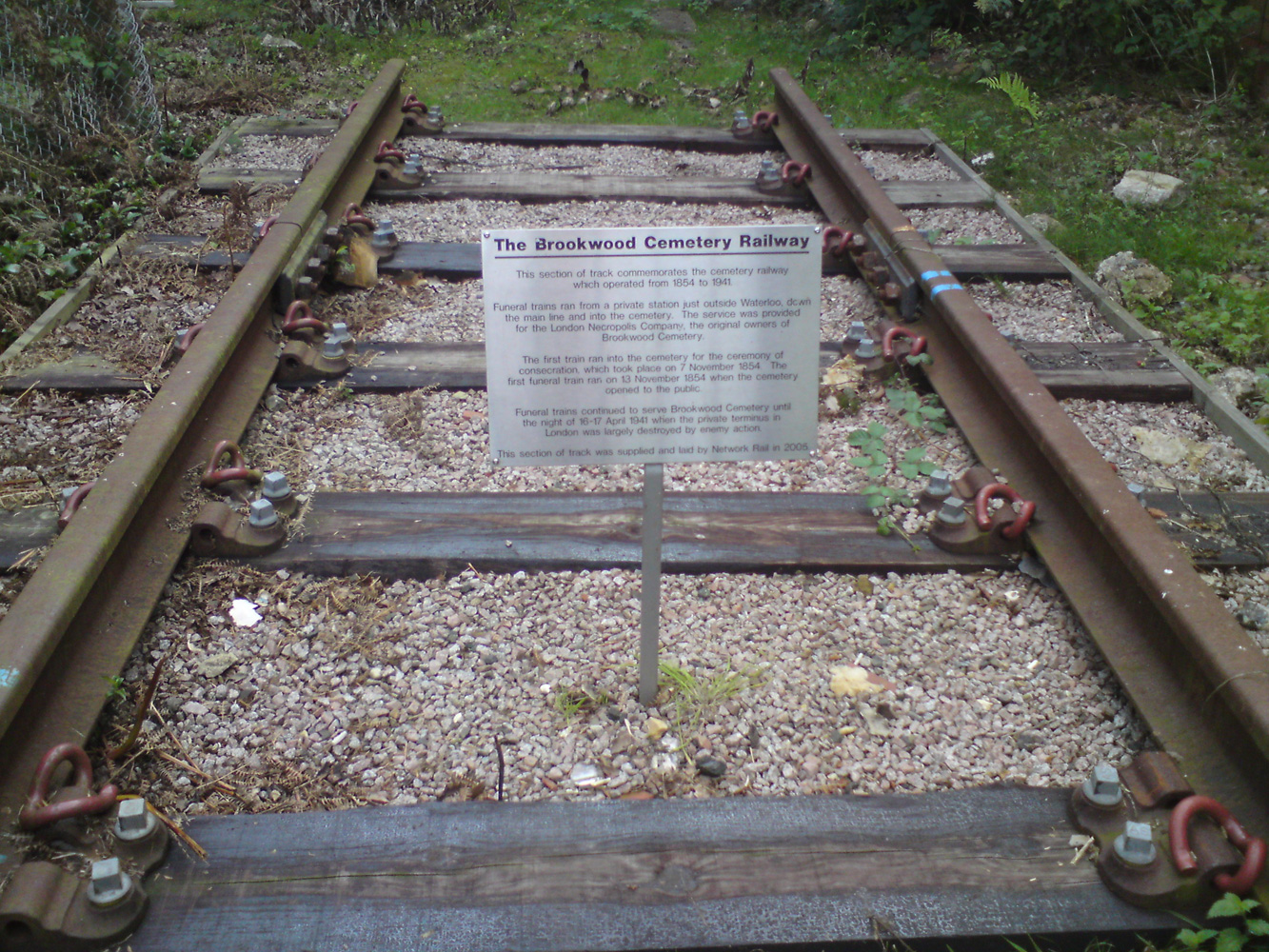
Памятный отрезок пути в Бруквуде положен в 2007 году

Это решение инициировало сложные переговоры между SR и LNC о будущем компании. В декабре 1946 года директоры пришли к соглашению: части терминала, относившиеся к железной дороге (залы ожидания, служебная квартира и платформы) переходят в полное распоряжение SR, а разрушенная центральная часть, частный проезд и офисное здание LNC может использовать сама или распорядиться ими по своему усмотрению. В мае 1947 года LNC продала своё имущество благотворительной организации British Humane Association за 21000 фунтов (0,85 млн. в ценах 2022 года), а офис LNC переместился в Бруквуд в коттедж надзирателя. Оставшиеся пути в Лондоне использовались как тупики до 50-х годов, когда были разобраны.
Перевозки LNC теперь осуществлялись по шоссейным дорогам, но соглашение 13 мая 1946 года позволяло LNC пользоваться поездами SR от Ватерлоо, но уже с правом железной дороги (с 1948 года — British Railways) ограничивать количество похорон на один поезд. Хотя один вагон-катафалк уцелел, он, скорее всего, не использовался, и гробы возили в багажных отделениях. Их либо привозили заранее в часовни на кладбище, либо везли сразу со станции Бруквуд к могиле.
LNC собиралась превратить бывшую железнодорожную ветку в главную аллею кладбища, но это не было реализовано. Рельсошпальная решётка демонтирована около 1947 года, насыпь превратилась в дорогу без твёрдого покрытия. Обгонный путь и остаток кладбищенской ветки на станции Бруквуд работали как боковой путь и тупичок, пока не были разобраны 30 ноября 1964 года.

## После закрытия

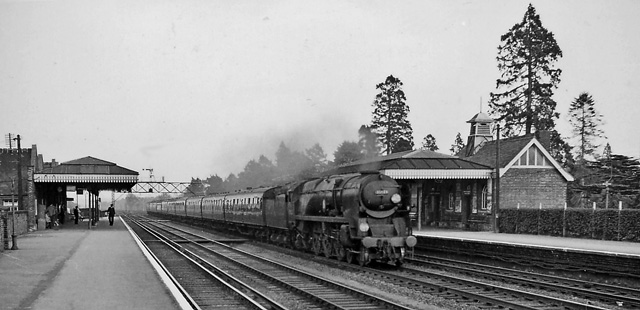
Станция Бруквуд в начале 1960-х. Высокие деревья - секвойядендроны посадки 1850-х вдоль кладбищенской ветки

После национализации железных дорог Великобритании в 1947 году перевозки покойников по железной дороге на Бруквудское кладбище быстро падали. Согласно новым правилам, гробы необходимо было перевозить в отдельных от других грузов вагонах. Для сообщения с Бруквудом служил электропоезд, в котором грузовых вагонов не было, и гробы нужно было перевозить в Уокинг, откуда доставлять на кладбище по шоссе, или заказывать специальный поезд. Последние похороны с перевозкой гроба по железной дороге состоялись в сентябре 1979 года для лорда Маунтбеттена, с 28 марта 1988 года британские железные дороги отказались возить гробы. Исключение было сделано только в августе 2001 года для генерального секретаря профсоюза работников транспорта Джимми Кнаппа.

### Станции
Место лондонского терминала 1902 года после войны застроено офисами. Здание конторы LNC на Вестминстер-бридж-роуд осталось в почти не изменённом виде, только надпись «Лондонский некрополь» над порталом закрыта. Фасад здания был очищен и отреставрирован в 1980-е годы. Кроме него, от клабищенской железной дороги сохранились железные опоры пути в Ньюнэм-Террас, а незастроенная часть внутреннего проезда используется под парковку.
Станция Бруквуд Юго-восточной линии и Элтонской линии с 1903 года мало изменилась. Она используется как жителями станционного посёлка, так и посетителями кладбища. У южного входа на неё в 2007 году положен небольшой фрагмент путей в память о кладбищенской ветке.

Мавзолей Шарифа Аль-Хуссейна Бен-Али против бывшей Северной станции
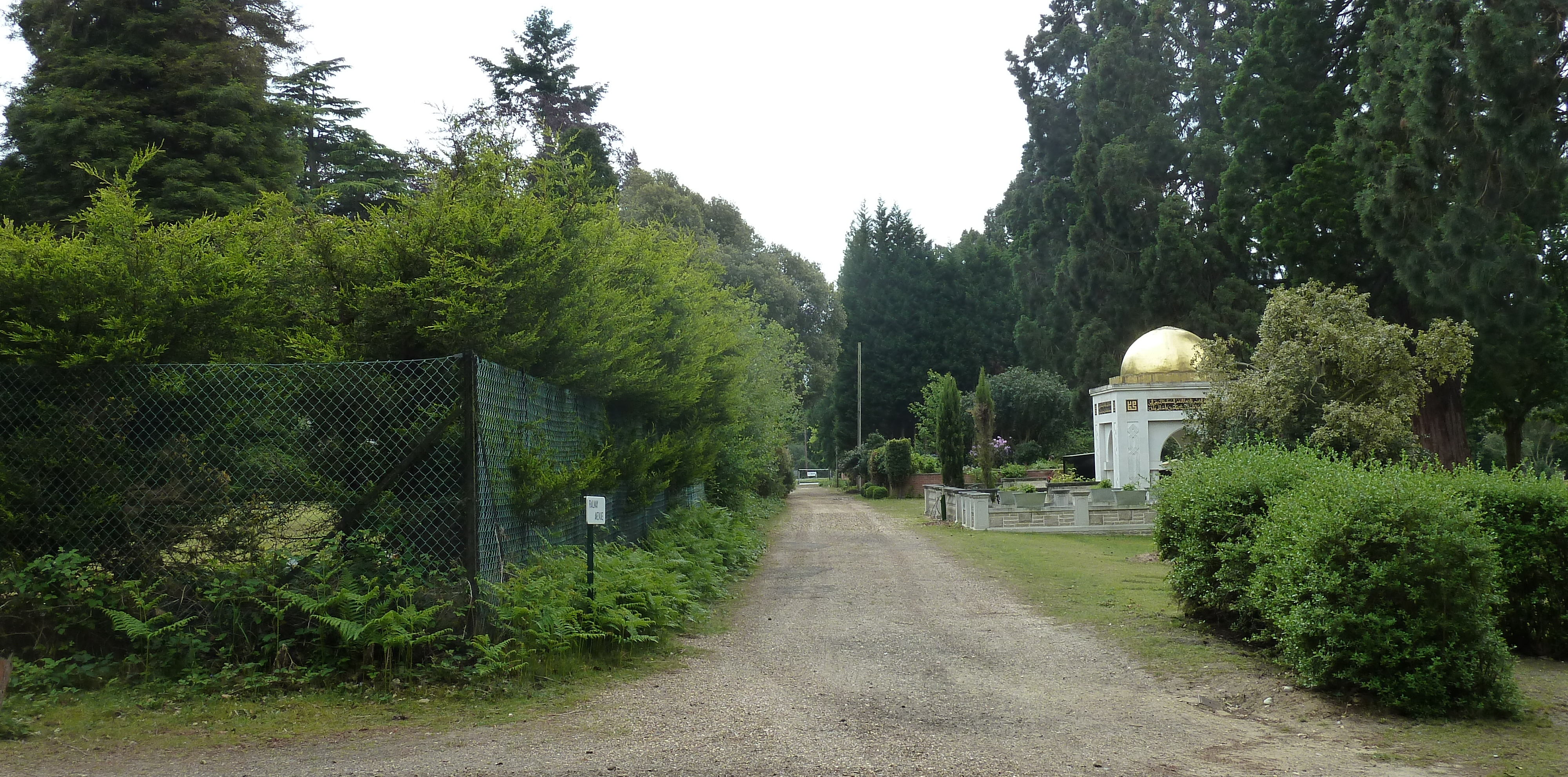
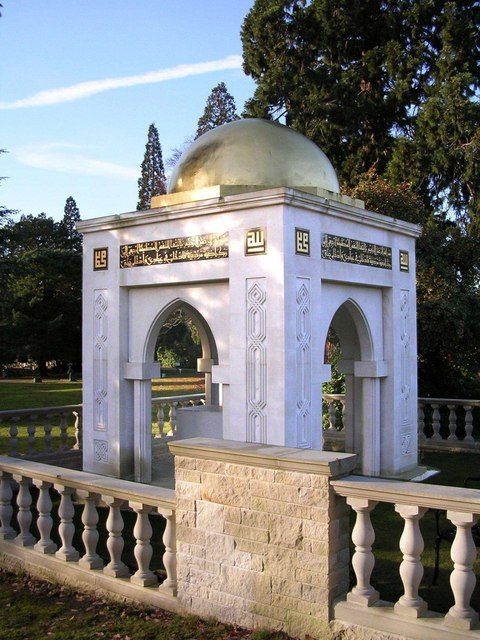

На Северной станции прямо против платформы в 1998 году построен мавзолей Шарифа Аль-Хуссейна Бен-Али, обсаженный кипарисами, которые скроют остатки станции и разрушат платформу окончательно.
По парламентскому Акту 1956 года о London Necropolis, LNC получила позволение переоборудовать первую англиканскую капеллу в крематорий, вторую использовать для отпеваний, а здание станции — для хранения тел и для посетителей. Эти планы не были реализованы из-за падения доходов компании. Станционное здание наполовину сгорело в 1972 году, остатки его снесены, платформа сохранилась.

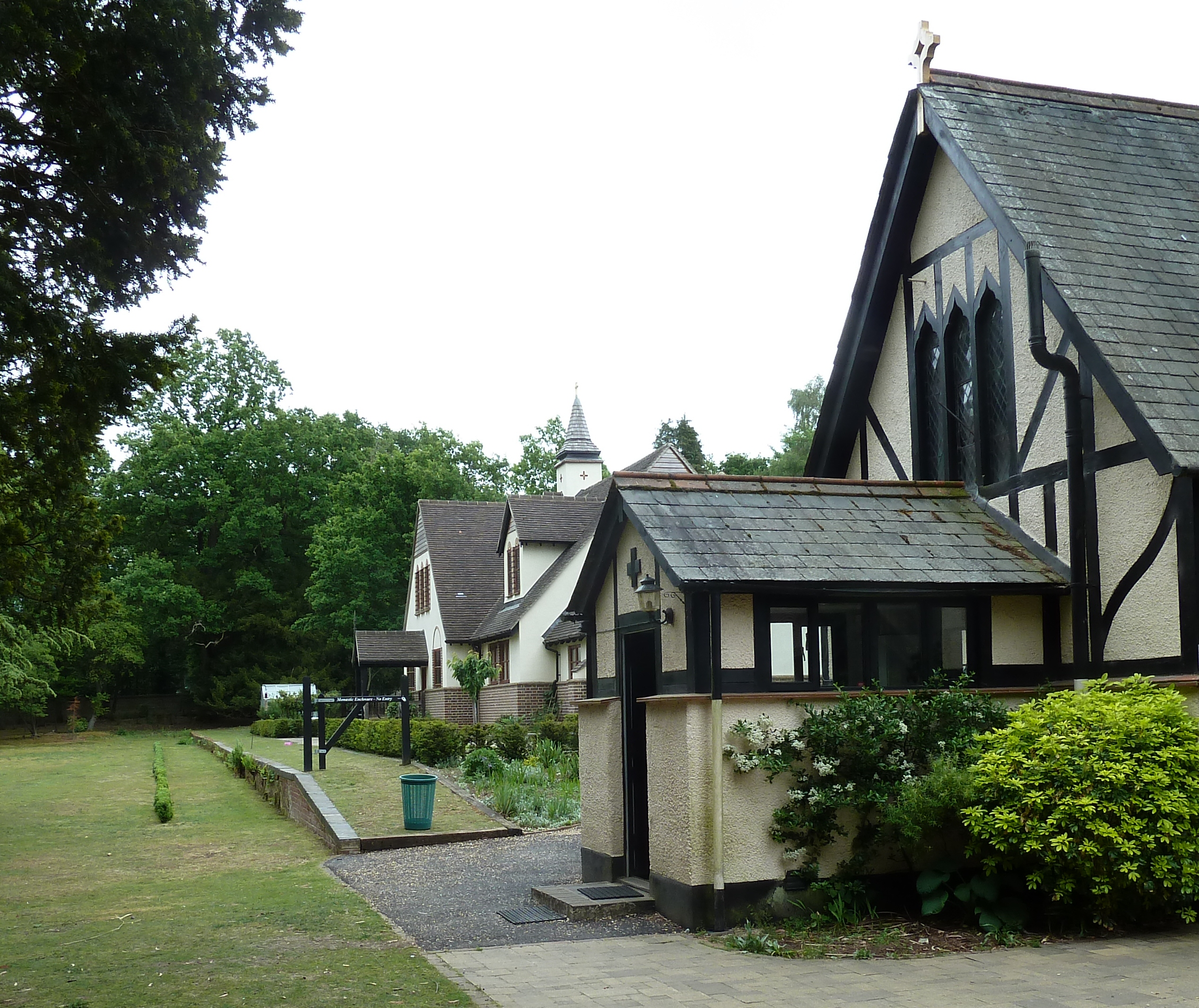
Остатки Южной станции. На переднем плане — часовня 1854 года

С 1982 года Южная станция принадлежит Братству святого Эдварда — русскому православному монастырю. Первая капелла — помещение для посетителей, вторая, большей величины (постройки 1908—1909 годов) — православная церковь Эдварда Мученика, короля Англии в 975—978 годах. На месте здания станции — главный корпус монастыря.

### Бруквудское кладбщие и LNC
Переговоры LNC с SR и затем с British Railways по поводу льготных тарифов для посетителей кладбища до 50-х годов продолжались безрезультатно. Только в 1957 году Южный регион British Railways предоставил LNC возможность продавать однодневные билеты в оба конца от Лондона до Бруквуда за 7 шиллингов 6 пенсов против стандартного тарифа 9 шиллингов 4 пенса. К этому времени основная часть посетителей добиралась до кладбища по шоссе, и эта ничтожная скидка не привлекла бы их обратно на железную дорогу. Предложение было отвергнуто.
Уокинг тем временем вырос, и земли кладбища в собственности London Necropolis Company стали весьма дорогостоящим активом, с 1955 года начались попытки недружественого поглощения компании со стороны торговцев недвижимостью. В январе 1959 года это им удалось — Alliance Property Company взяла столетнюю London Necropolis Company под контроль. Похоронное дело совершенно не интересовало Alliance Property, доходы от него не покрывали содержание кладбища, которое пришло в упадок и стало зарастать. Следующие владельцы этой тенденции не переломили.
Акт о Бруквудском кладбище 1975 года позволил новым его владельцам — Maximilian Investments — продать излишек земли, в результате чего на месте бывшего коттеджа надзирателя появились офисы. Каменотёсные мастерские работали до начала 1980-х, когда также были переделаны в офисы под названием «Каменотёсный двор» (англ. Stonemason's Court). В марте 1985 года кладбище куплено Рамаданом Гюни, потомки которого владели им и в 2011 году. Гюни поощряли новые захоронения и старались понемногу расчистить заросшие участки.

## Наследие

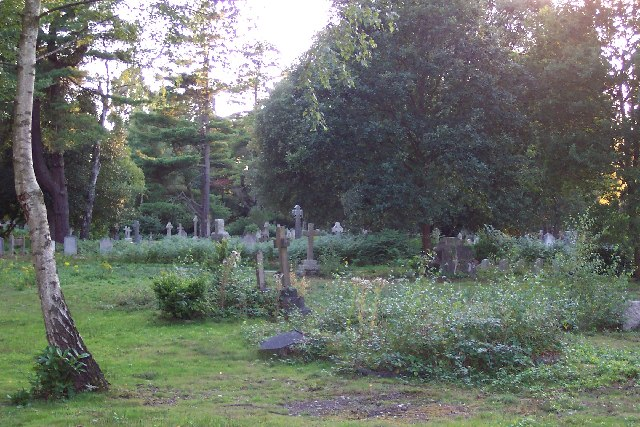
Бруквудское кладбище зарастает

Хотя кладбище не достигло своей проектной мощности, оно остаётся крупнейшим в Соединённом Королевстве и одним из крупнейших в мире. Кладбищенская железнодорожная ветка к нему не была единственной в мире, но была первой, образцовой, дольше всех проработала и больше всех известна.
Дорога и кладбище составляют важнейший элемент романа Бэзила Коппера «Necropolis» (1980), и широкую известность получили после выхода в 2002 году романа Эндрю Мартина «The Necropolis Railway». Обе книги вызвали волну интереса к истории London Necropolis Company и её железнодорожному подразделению. Также ключевая роль отведена дороге в научно-фантастическом романе Чарльза Стросса «The Fuller Memorandum» (2010).

## Другие кладбищенские железные дороги
- Фестиниогская железная дорога не имела специальных зданий или веток, но обслуживала похоронные поезда с 1885 до ок. 1928 года, пока в округе не было хороших шоссейных дорог. Единственный вагон-катафалк сохраняется[136];
- New Southgate Cemetery[англ.] (бывшее Great Northern London Cemetery) — второе в Британии кладбище, которое обслуживала специальная железная дорога, хотя и недолго — в 1861-63 и, может быть, в 1866 году[137]. Ветка разобрана около 1904 года;
- в Австралии (Мельбурн) по примеру Британии были построены Rookwood Cemetery railway line[англ.], Fawkner Crematorium and Memorial Park и Spring Vale Cemetery railway line[англ.], которые работали в 1867—1948, 1906—1939, и 1904—1950 годах соответственно[138].